# Inre grundet
Inre grundet (binnenste zandbank) is een Zweeds eiland behorend tot de Lule-archipel. Het eiland ligt 100 meter ten westen van Båtön. Het heeft geen oeververbinding en is onbebouwd. Aan de zuidpunt is het inmiddels vergroeid met een andere zandbank Mittemellan (Middenmiddelste)